# Krugło-Siemiency
Krugło-Siemiency (ros. Кругло-Семенцы) – wieś w Rosji, w Kraju Ałtajskim, w rejonie jegorjewskim. W 2010 liczyła 385 mieszkańców.